# 김지성 (1987년)
김지성(한국 한자: 金志成, 1985년 11월 8일 ~ )은 대한민국의 전 축구 선수이며, 포지션은 골키퍼였다.